# Neasham
Neasham è un villaggio dell'Inghilterra, appartenente alla contea del Durham.